# Jacob Weinreich
Jacob Weinreich (født 1972 i Aarhus) er en dansk forfatter og manuskriptforfatter. Jacob Weinreich er født og opvokset i Aarhus. Han har udgivet omkring 50 bøger på en række, kendte danske forlag i næsten alle genrer og til alle målgrupper. Han har blandt andet skrevet bogserien Monsterjægerne, Kaptajn Blodskæg og Skyfolket, udgivet bøgerne Den sidste gode mand, Miraklernes nat, Kærlighed for voksne, Den hemmelige kvinde, Pigen fra den franske skole og Grib mig, sagde Døden. 
Flere af bøgerne er skrevet i samarbejde med Anders Klarlund under pseudonymerne A.J. Kazinski og Anna Ekberg. Kazinski- og Ekberg-bøgerne er udgivet i mere end tyve lande. Ydermere har Weinreich udgivet bogen Skygger på Silkevejen i samarbejde med den tidligere FE- og PET-chef, Lars Findsen. 
Flere af bøgerne har vundet danske og internationale priser, blandt andet vandt Den sidste gode mand både Det Danske Kriminalakademis debutantpris i 2010 samt den store franske litteraturpris Prix Relay i 2011. 
Jacob Weinreich er uddannet fra Den Danske Filmskoles manuskriptlinje med afgang i 2003. Han har skrevet manuskript til flere Robert-nominerede novellefilm, samt spillefilmene Det grå guld, Kærlighed for voksne og Klienten - de to sidste i samarbejde med Anders Klarlund med hvem han også skabte tv-serien Hvide Sande.

Credits film/tv:
Hvide Sande, 2021 (Tv-serie, creator sammen med Anders Klarlund)
Hvide Sande sæson 2, 2025 (tv-serie, outline og idé sammen med Anders Klarlund)
Danmarks sjoveste mand, 2005 (afgangsfilm fra Den Danske Filmskole, 2005, manuskript)
Koma, 2006 (Robert-nomineret, årets bedste novellefilm, manuskript)
Aqualorius, 2009 (Robert-nomineret, årets bedste novellefilm, manuskript)
Upstairs, 2011 (Robert-nomineret, årets bedste lange fiktion/animation, manuskript)
Det grå guld, 2013 (spillefilm, manuskript)
Klienten, 2022 (spillefilm, manuskript i samarbejde med Anders Klarlund
Kærlighed for voksne, 2022 (spillefilm, Netflix-original, manuskript i samarbejde med Anders Klarlund)